# Корчівська сільська рада (Красилівський район)
Корчі́вська сільська́ ра́да — адміністративно-територіальна одиниця та орган місцевого самоврядування у Красилівському районі Хмельницької області. Адміністративний центр — село Корчівка.

## Загальні відомості
- Населення ради: 779 осіб (станом на 2001 рік)

## Населені пункти
Сільській раді були підпорядковані населені пункти:
- с. Корчівка

## Склад ради
Рада складалася з 14 депутатів та голови.
- Голова ради: Гринчук Лариса Олександрівна
- Секретар ради: Басараба Валентина Іванівна

### Керівний склад попередніх скликань
| Прізвище, ім'я, по батькові  | Основні відомості                                                 | Дата обрання | Дата звільнення |
| ---------------------------- | ----------------------------------------------------------------- | ------------ | --------------- |
| Гринчук Лариса Олександрівна | Сільський голова, 1967 року народження, освіта вища, позапартійна | 26.03.2006   | 31.10.2010      |
| Гринчук Лариса Олександрівна | Сільський голова, 1967 року народження, освіта вища, позапартійна | 31.10.2010   |                 |

Примітка: таблиця складена за даними сайту Верховної Ради України

### Депутати
За результатами місцевих виборів 2010 року депутатами ради стали:

#### За суб'єктами висування
| Суб'єкт висування | Кількість обраних депутатів | %    |
| ----------------- | --------------------------- | ---- |
| Партія регіонів   | 8                           | 57,1 |
| Народна партія    | 6                           | 42,9 |

#### За округами
| № округу        | Прізвище, ім'я, по батькові  | Дата визнання обраним | Освіта             | Партійна приналежність | Відомості про обраного депутата                                  |
| --------------- | ---------------------------- | --------------------- | ------------------ | ---------------------- | ---------------------------------------------------------------- |
| Народна Партія  |                              |                       |                    |                        |                                                                  |
| 7               | Цинюк Володимир Васильович   | 02.11.2010            | середня            | позапартійний          | тимчасово не працює                                              |
| 8               | Гуменюк Ірина Миколаївна     | 02.11.2010            | середня спеціальна | позапартійна           | Корчівська загальноосвітня школа, кухар                          |
| 10              | Савіцька Наталія Петрівна    | 02.11.2010            | середня спеціальна | позапартійна           | приватний підприємець                                            |
| 11              | Ковальчук Галина Петрівна    | 02.11.2010            | середня спеціальна | позапартійна           | пенсіонер                                                        |
| 13              | Балан Лідія Іванівна         | 02.11.2010            | середня спеціальна | позапартійна           | Відділ № 16 ТОВ «Україна 2001» смт Теофіполь, головний бухгалтер |
| 14              | Духневич Галина Петрівна     | 02.11.2010            | середня            | позапартійна           | тимчасово не працює                                              |
| Партія регіонів |                              |                       |                    |                        |                                                                  |
| 1               | Балан Ольга Василівна        | 02.11.2010            | середня спеціальна | позапартійна           | Корчівське поштове відділення, листоноша                         |
| 2               | Басараба Валентина Іванівна  | 02.11.2010            | середня спеціальна | позапартійна           | Корчівська сільська рада, секретар                               |
| 3               | Балан Оксана Миколаївна      | 02.11.2010            | середня спеціальна | позапартійна           | Корчівська сільська рада, головний бухгалтер                     |
| 4               | Данилюк Василь Ростиславович | 02.11.2010            | середня            | позапартійний          | Відділ № 16 ТОВ «Україна 2001» смт. Теофіполь, головний інженер  |
| 5               | Фагат Андрій Іванович        | 02.11.2010            | вища               | позапартійний          | Корчівська загальноосвітня школа, вчитель                        |
| 6               | Джигун Любов Олександрівна   | 02.11.2010            | вища               | позапартійна           | Корчівська загальноосвітня школа, вчитель                        |
| 9               | Якубовський Іван Іванович    | 02.11.2010            | середня спеціальна | позапартійний          | тимчасово не працює                                              |
| 12              | Шевчук Лідія Вікторівна      | 02.11.2010            | середня            | позапартійна           | Корчівська виробничо-технічна лабораторія, начальник             |